# Археогенетика
Археогенетиката е научна област, прилагаща молекулярната популационна генетика на хуманоидите към изучаването на историята. Наименованието ѝ е създадено от английския археолог Колин Ренфрю, един от пионерите на изследванията в тази област.
Методите които използва археогенетиката са:
1. ДНК анализ на и от археологически останки (древна ДНК);
2. ДНК анализ на съвременни популации (хора, вкл. домашни животни и растения), с цел да се проучи човешкото минало и генетичното наследство на човешкото взаимодействие с биосферата, както и
3. прилагането на статистически методи на молекулярната генетика към археологическите данни.

За предшественик на археогенетиката, която е нова социално-хуманитарна дисциплина, се приема изучаването на кръвните групи, съотнесени към другите генетични маркери и носители на генетична информация – езикови и етнически групи, както и връзките между тях. Тази практика на използване на класическите генетични маркери за изследване на праисторическите популации на Европа започва през 60-те години на 20 век, като е повсеместно възприета с излизането на труда „История и география на човешките гени“ (The History and Geography of Human Genes) през 1994 г.
По-насетне археогенетиката анализира генетичната история на основни земеделски култура (като пшеница, ориз, царевица), както и на домашни животни (например крави, кози, свине, коне). Предложените модели на хронология и биогеография на тяхното опитомяване и последващо отглеждане се базират върху данни главно на митохондриалната им ДНК.
Археогенетиката е с акцент върху еволюцията на човека, и като самостоятелна такава се развива през 21 век, а генетичните изследвания на домашни растения и животни са допълващи я способи.